# Не брини за мене
Не брини за мене (тур. Benim için üzülme) турска је телевизијска серија, снимана од 2012. до 2014.
У Србији је приказивана 2014. на телевизији Пинк.

## Синопсис
Синан је изгубио оца док је још био дечак. Током невремена на отвореном мору, живу главу извукли су само он и очев пријатељ Сахин. Не могавши да поднесе грижу савести јер није успео да спаси оца, Синан одлази из родног места, у које се враћа тек годинама касније, након завршеног факултета и одслужене војске.
Сахин се у међувремену обогатио, а Синанов повратак у родни крај развеселио га је. Желећи да му захвали што му је спасао живот на пучини, Сахин запошљава Синана на руководећој позицији у својој компанији. Све је савршено до тренутка када Синан упозна Бахар, Сахинову другу супругу. Њих двоје се на први поглед заљубљују једно у друго и упуштају се у страствену, али истовремено веома опасну везу.
Међутим, њихова љубав неће бити једина јабука раздора међу њиховим породицама. Бахарин брат Харун и Синанов брат Нијази заљубиће се у исту девојку, Буке, која је дошла у њихово село као надничарка. У жељи да науди Нијазију, који планира да запроси Буке, њен проблематични рођак случајно ће убити Синановог и Нијазијевог млађег брата...

## Сезоне
| Сезона | Сезона | Број епизода | Приказивање у Турској                   | Приказивање у Србији                     |
| ------ | ------ | ------------ | --------------------------------------- | ---------------------------------------- |
|        | 1      | 32 (1 – 32)  | 6. новембар 2012 — 11. јун 2013. ()     | 19. јун 2014 — 15. новембар 2014. (Пинк) |
|        | 2      | 23 (33 – 55) | 17. септембар 2013 — 29. април 2014. () | /                                        |

## Улоге
| Глумац:              | Улога:  |
| -------------------- | ------- |
| Фулија Зенгинер      | Буке    |
| Ојку Челик           | Бахар   |
| Тансел Онгел         | Нијази  |
| Чаглар Ертугрул      | Синан   |
| Унал Силвер          | Шахин   |
| Рушхан Чалишкур      | Мелахат |
| Ерен Хаџисалихоглу   | Харун   |
| Ахмет Варли          | Орхан   |
| Бејазит Гулерџан     | Енвер   |
| Селин Шекерџи        | Ирмак   |
| Рана Џабар           | Ресул   |
| Саџиде Ташанер       | Нермин  |
| Елиф Коркмаз         | Биргул  |
| Тугба Чом            | Емине   |
| Мехмет Полат         | Јашар   |
| Озлем Башкаја        | Фехиме  |
| Серпил Ђул           | Мерјем  |
| Шевкет Чапкиноглу    | Неџми   |
| Тимур Олкебаш        | Ариф    |
| Неџметин Чобаноглу   | Давут   |
| Јасемин Бујукагаоглу | Хаџер   |